# جورج تومسون ماسون
جورج تومسون ماسون (بالإنجليزية: George Thomson Mason)‏ هو عسكري أمريكي، ولد في 17 أغسطس 1818 في Gunston Hall ‏ في الولايات المتحدة، وتوفي في 26 أبريل 1846 في Fort Brown ‏ في الولايات المتحدة.